# Horní mlýn (Žumberk)
Horní mlýn v Žumberku v okrese Chrudim je vodní mlýn, který stojí jihovýchodně od centra obce na řece Ležák. Je chráněn jako nemovitá kulturní památka České republiky.

## Historie
Mlýn má na kamenné desce nad dveřmi zakládací text z roku 1548:
```
„Nákladem urozeného pana Hynka Janovského ze Soutic a na Žumberce tento mlýn jest udělán od mistra Lukáše z Seče léta páně tisícího pětistého čtyřicátého osmého.“
[
1
]
```

V roce 1914 utrpěl mlynář Antonín Mrkvička starší smrtelný úraz. Roku 1937 mlýn vyhořel; požár vznikl ve mlýnici u dřevěného vytahovadla a rychle se rozšířil. Po požáru byl přestavěn a vybaven uměleckým složením z červené borovice.
Poslední mlynář Antonín Mrkvička mladší mlel až do roku 1955. Poté národní podnik Mlýny a těstárny objekt udržoval jako zálohu.

## Popis
Voda na vodní kolo vedla náhonem. V letech 1704 a 1757 jsou zde uvedena dvě mlecí složení a pohon koly na vrchní vodu; k roku 1757 také jedna stoupa. Před rokem 1906 měl mlýn jedno obyčejné složení s francouzskými kameny, jedno umělecké složení s mlecí stolicí a krupník. Měl jedno vodní kolo (6 HP) a jižně od něj stála v zahradě jednolistá pila. V roce 1930 je uváděno 1 kolo na vrchní vodu (průtok 0,110 m³/s, spád 4,20 m, výkon 4,0 HP), které roku 1936 nahradila Francisova turbína o výkonu 14,5 HP. Dochovalo se zde kompletní umělecké složení.